# لانا دل ری (ئی‌پی)
«لانا دل ری» (به انگلیسی: Lana Del Rey) دومین آلبوم چندآهنگه توسط خواننده و ترانه‌سرای اهل ایالات متحده آمریکا لانا دل ری است که در ۱۰ ژانویه ۲۰۱۲ منتشر شد.